# Sarcotrochila longispora
Sarcotrochila longispora är en svampart som först beskrevs av Ziller & A. Funk, och fick sitt nu gällande namn av J.K. Stone & Gernandt 2005. Sarcotrochila longispora ingår i släktet Sarcotrochila och familjen Hemiphacidiaceae.   Inga underarter finns listade i Catalogue of Life.